# Stevan Reljić
Stevan Reljić (in serbo Cтeвaн Peљић?; Pljevlja, 31 marzo 1986) è un ex calciatore montenegrino, di ruolo difensore.

## Carriera

### Club
Durante la sua carriera ha vestito le maglie di Rudar Pljevlja, Pivara e Tekstilac Ites, prima di passare nel 2010 alla Stella Rossa di Belgrado.

## Palmarès

### Club

#### Competizioni nazionali
- Coppa di Serbia: 1

Stella Rossa: 2009-2010